# Brattleboro
Brattleboro är en kommun (town) i Windham County i delstaten Vermont, USA, med cirka 12 005 invånare år 2000 och 12 046 invånare 2010.

### Fotnoter
1. ↑  ”Brattleboro town, Windham County, Vermont” (på engelska). American Factfinder. 12 mars 2000. Arkiverad från originalet den 29 maj 2017. https://web.archive.org/web/20170529192346/https://census.gov/programs-surveys/popest/data/tables.2016.html. Läst 15 september 2017.
2. ↑  ”Brattleboro town, Windham County, Vermont” (på engelska). American Factfinder. 12 mars 2010. Arkiverad från originalet den 29 maj 2017. https://web.archive.org/web/20170529192346/https://census.gov/programs-surveys/popest/data/tables.2016.html. Läst 15 september 2017.